# Graphis proserpens
Graphis proserpens är en lavart som beskrevs av Vain. Graphis proserpens ingår i släktet Graphis och familjen Graphidaceae.   Inga underarter finns listade i Catalogue of Life.